# Ground Zero (gruppo musicale)
I Ground Zero (anche riportati con la grafia Ground-Zero) sono stati un gruppo musicale giapponese di improvvisazione rumorista attivo durante gli anni novanta.

## Storia
I Ground Zero erano composti dal chitarrista e "turntablist" Otomo Yoshihide, Hideki Kato, Masahiro Uemura più vari collaboratori saltuari. Si formarono nell'autunno del 1990 per suonare la composizione Cobra di John Zorn. Sono riconosciuti per essere stati il primo complesso di improvvisazione libera a usare i giradischi. Il loro Revolutionary Pekinese Opera ver. 1.28 (1995) è il primo di una serie di progetti che vede la collaborazione di Yoshihide con Sachiko M. I Ground Zero si sciolsero dopo aver rielaborato il materiale tratto da un concerto dei Cassiber, che fu pubblicato nell'album Live in Tokyo (1998) di questi ultimi.

## Stile musicale
I Ground Zero erano artefici di uno stile dissonante e sperimentale che risente la lezione del free jazz, dell'improvvisazione libera e del rock. Il gruppo fa uso di arrangiamenti anche insoliti fra cui giradischi, campionatore, shamisen, sassofono, koto, omnichord, chitarra elettrica e due batterie.

## Discografia
- 1992 – Ground Zero
- 1993 – Null & Void
- 1996 – Revolutionary Pekinese Opera ver. 1.28
- 1997 – Consume Red
- 1997 – Plays Standards
- 1999 – Last Concert